# Haworthiopsis nigra
Haworthiopsis nigra, coneguda abans com Haworthia nigra, és una espècie de planta suculenta amb flor que creix a les províncies del Cap Occidental i Oriental, Sud-àfrica.

## Descripció

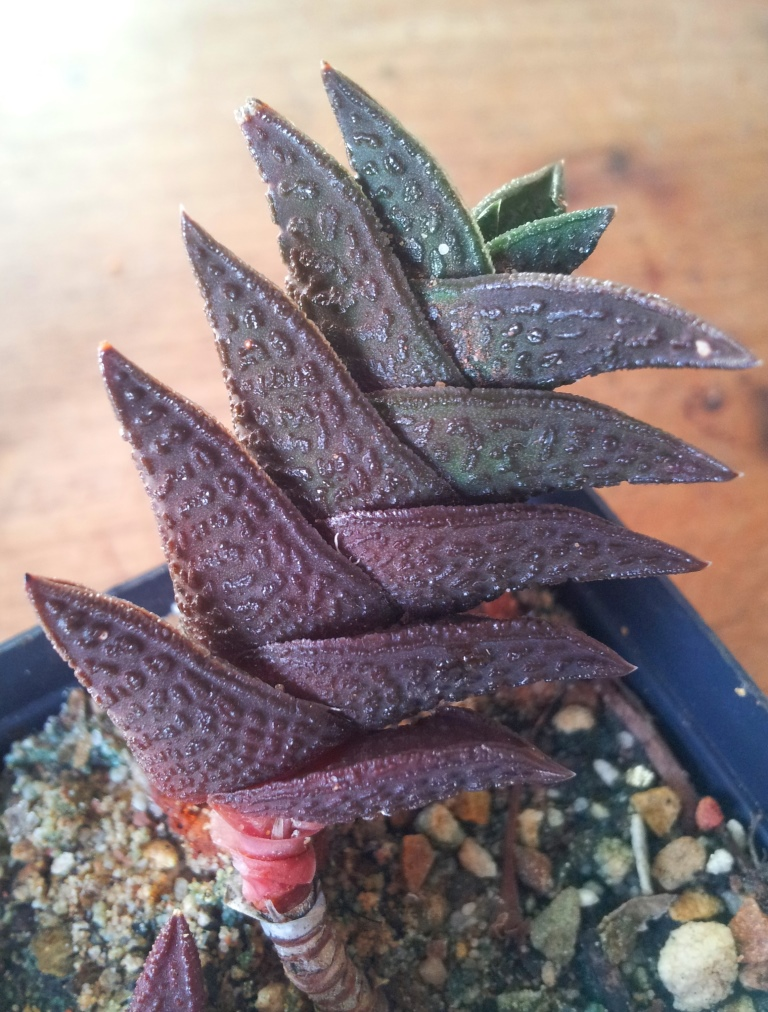
La disposició compacta de les tres fulles de la varietat occidental "diversifolia"

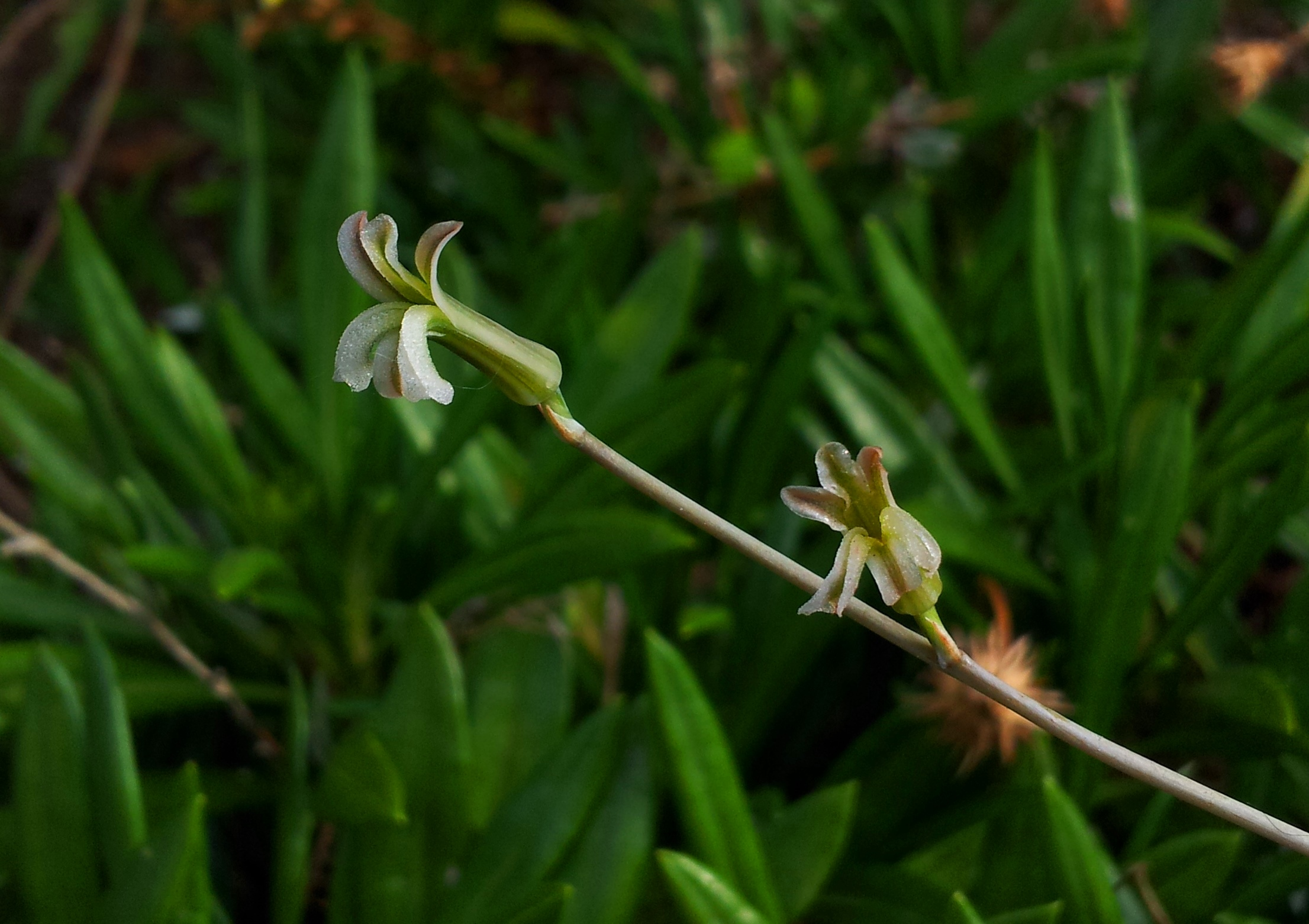
Detall de les flors

Haworthiopsis nigra sol créixer les seves fulles en tres nivells (encara que algunes varietats tenen una disposició de fulles múltiples). Les fulles, que són d'un verd fosc a negre marronós, estan cobertes de tubercles foscos i estan densament agrupades al llarg de les seves tiges.

## Distribució
Aquesta espècie s'estén per la part sud de Sud-àfrica. La varietat "diversifolia" es troba a l'oest de la seva àrea de distribució, a la província del Cap Occidental al voltant de Loeriesfontein. La varietat tipus "nigra" es troba a l'est de la seva àrea de distribució, al Cap Oriental fins a East London.
Dins de la seva àrea de distribució, normalment creix en sòls sorrencs molt ben drenats, generalment sota un arbust o roques que serveixen de protecció parcial del sol.

## Taxonomia
Haworthia nigra va ser descrita per John Gilbert Baker. L'espècie es va col·locar antigament al subgènere Haworthia Hexangulares. Els estudis filogenètics han demostrat que el subgènere Hexangulares en realitat no està relacionat amb altres Haworthia (està més relacionat amb Gasteria). Per tant, l'espècie es va traslladar a Haworthiopsis. Per tant, Haworthiopsis nigra va ser descrita per G.D.Rowley i publicat a Alsterworthia Int., Special Issue 10: 5, a l'any 2013.
Etimologia
Haworthiopsis: La terminació -opsis deriva del grec ὀψις (opsis), que significa "aparença", "semblant" per la qual cosa, Haworthiopsis significa "com a Haworthia", i que honora al botànic britànic Adrian Hardy Haworth (1767-1833).
nigra: epítet llatí que significa "negre".
Varietats acceptades
- Haworthiopsis nigra var. nigra. Varietat tipus
- Haworthiopsis nigra var. diversifolia (Poelln.) G.D.Rowley, Alsterworthia Int., Special Issue 10: 5 (2013).[7]

Sinonímia
- Apicra nigra Haw. (Basiònim/sinònim reemplaçat)
- Aloe nigra (Haw.) Schult. & Schult.f.
- Haworthia nigra (Haw.) Baker
- Catevala nigra (Haw.) Kuntze
- Haworthia venosa subsp. nigra (Haw.) Halda
- Haworthia viscosa subsp. nigra (Haw.) Halda[8]